# Axel Wedekind
Axel Wedekind (* 7. Januar 1975 in Erfurt) ist ein deutscher Schauspieler.
Wedekind spielte zahlreiche Nebenrollen in Fernseh- und Kinofilmen, so unter anderem in Oskar Roehlers Agnes und seine Brüder und dem Kinderfilm Amundsen der Pinguin. Ebenfalls spielte er in den Filmen Das Wunder von Lengede, Adolf Winkelmanns Contergan, als Milan in dem Film Der letzte Lude, in der amerikanischen Kinoproduktion Rohtenburg und zuletzt im Mystery-Horror Iron Doors.
Einem größeren Fernsehpublikum ist er durch seinen Auftritt in der Hauptrolle als Fußballtorwart Henning Kahmke in der TV-Serie Das geheime Leben der Spielerfrauen bekannt geworden.

## Filmografie (Auswahl)
- 2003: Amundsen der Pinguin
- 2003: Das Wunder von Lengede
- 2004: Agnes und seine Brüder
- 2006: Eine Robbe zum Verlieben
- 2003: Der letzte Lude
- 2006: Rohtenburg
- 2007: Eine Robbe und das große Glück
- 2007: Tarragona – Ein Paradies in Flammen
- 2007: Contergan
- 2008: 80 Minutes
- 2009: Böseckendorf – Die Nacht, in der ein Dorf verschwand
- 2011: Iron Doors